# فرودگاه فرناندو لوییس ریباس دومینیسی
فرودگاه فرناندو لوییس ریباس دومینیسی (به انگلیسی: Fernando Luis Ribas Dominicci Airport) (به زبان بومی: Isla Grande Airport) یک فرودگاه همگانی بهره‌برداری هوایی با کد یاتا SIG است که یک باند فرود آسفالت دارد. این فرودگاه در کشور پورتوریکو قرار دارد.